# Saeculum
Saeculum là một khoảng thời gian gần bằng tuổi thọ tiềm năng của một người hoặc, tương đương, về sự đổi mới hoàn toàn của một dân tộc. Thuật ngữ này lần đầu tiên được sử dụng bởi người Etrusca. Ban đầu nó có nghĩa là khoảng thời gian từ lúc một điều gì đó xảy ra (ví dụ như thành lập một thành phố) cho đến khi tất cả những người sống ở khoảnh khắc đầu tiên đã chết. Tại thời điểm đó, một Saeculum mới sẽ bắt đầu. Theo truyền thuyết, các vị thần đã phân bổ một số lượng nhất định cho mọi người hoặc nền văn minh; Bản thân người Etrusca, chẳng hạn, đã được ban cho mười saecula.
Vào thế kỷ thứ 2 trước Công nguyên, các nhà sử học La Mã đã sử dụng saeculum để định kỳ biên niên sử của họ và theo dõi các cuộc chiến tranh. Vào thời kỳ trị vì của hoàng đế Augustus, người La Mã đã quyết định rằng một saeculum là 110 năm. Vào năm 17 trước Công nguyên, Caesar Augustus đã tổ chức Ludi saeculares ("trò chơi saecula") lần đầu tiên để kỷ niệm "saeculum thứ năm của Rome". Các hoàng đế sau này như Claudius và Septimius Severus đã tổ chức lễ ra mắt saecula với các trò chơi trong khoảng thời gian không đồng đều. Năm 248, Philip the Arab đã kết hợp các saecular Ludi với kỷ niệm 1000 năm thành lập Rome. Thiên niên kỷ mới mà Rome bước vào được gọi là saeculum novum, một thuật ngữ có ý nghĩa siêu hình trong Kitô giáo, đề cập đến thời đại thế giới (do đó là " thế tục").
Một saeculum thường không được sử dụng trong một khoảng thời gian cố định; trong sử dụng phổ biến, nó là khoảng 90 năm. Nó có thể được chia thành bốn "mùa" khoảng 22 năm mỗi lần; những mùa này đại diện cho tuổi trẻ, tuổi trưởng thành, tuổi trung niên và tuổi già.